# 1936
1936، هي سنة كبيسة بدأت يوم الأربعاء من التقويم الميلادي، وهو العام 936 من الألفية الثانية، والعام 36 من القرن العشرين. والعام السابع من عقد الثلاثينيات.

## أحداث
- تأسيس مدينة كيتوي وتقع حاليا في زامبيا.
- حصار مدريد في الفترة ما بين 8 نوفمبر و23 نوفمبر.
- 4 يوليو : زلزال بقوة 5.1 على مقياس ريختر يضرب كوريا الجنوبية ويخلف 9 قتيلا.
- نهاية الحرب الإيطالية الإثيوبية الثانية في 1 مايو 1936 والتي بدأت في 3 أكتوبر 1935.
- إيطاليا تعلن اعترافها بالمملكة العربية السعودية.
- اندلاع ثورة فلسطين 1936
- بولندا تعقد مؤتمر باشتراك فرنسا وبريطانيا وتركيا وصربيا سمي بمؤتمر بولندا 36م وقد ناقش المؤتمر الأخطار التي تتوقع حدوثها في أوروبا.
- نشوب الثورة الفلسطينية الكبرى.
- مصر وإمارة شرق الأردن تتناقش مع بريطانيا حول موضوع فلسطين.
- عصبة الأمم تفرض عقوبات على إيطاليا لاحتلالها لثيوبيا.
- الولايات المتحدة تقطع علاقاتها مع النمسا.
- ألمانيا النازية تقوم باحتلال النمسا.
- السعودية واليمن والعراق والكويت تناقش عن مواضيع الحدود واتفاقية رسمية تقع.
- وفاة الملك فؤاد ملك مصر.
- مبايعة الملك فاروق ملكا على مصر.
- قتل الشيخ خزعل الكعبي حاكم الاحواز بسجنه في طهران.

### يناير
- 8 يناير - إصدار أمر الكشف عن الحجاب في إيران من قبل رضا بهلوي شاه إيران.
- انقراض النمر التسماني

## مواليد
- آسيا جبار
- آغا خان الرابع
- أحمد سليمان ياقوت
- أحمد صدقي الدجاني
- أحمد محمد عوف
- أحمد مطلوب
- أحمد ياسين
- أديب شحادة
- آلن هيغير
- أنتي زانتيك
- أندرو غروف
- أندري كفاشناك
- أنغل رامبيرت
- أوفه زيلر
- إبراهيم خان
- إزاسيو كاليخا
- إسحاق بن شوهام
- إميل لحود
- إيف سان لوران
- البشير بن يعقوب
- الشاعر راشد حسين
- الضيف أحمد
- الطاهر وطار
- باراك أوباما الأب
- بافول مولنار
- باولو باريزون
- بنيامين بن إليعازر
- بوب غراهام
- بيتر هيل وود
- تشارلز كورفر
- جابر رزق الفولي
- جاسم الصالح
- جلال زكي
- جلين لاني
- جهيمان بن محمد العتيبي
- جورج بيريك
- جوزيف بلاتر
- جوزيف فينغلوس
- جون ماكين
- جون مايكل بيشوب
- جيمس ميرليس
- حازم الببلاوي
- حازم جواد
- حميدي دهام الهادي الجربا
- حسن كامي
- حسن يوسف (ممثل)
- حشمت مهاجراني
- حيدر حيدر
- دافيد هيرست (صحفى)
- درازين يركوفيتش
- ديفيد سوزوكي
- ديفيد كارادين
- راشد الحجيلان
- راشد حسين
- رشيد مخلوفي
- رعد بن زيد
- روبرت ريدفورد
- روبرت ويلسون
- روبرت ويليام شراير
- رونالد فينيتيان
- ريني فرير
- زهور ونيسي
- زهير محسن
- زيد الرفاعي
- زيليكو بيروسيتش
- زين العابدين بن علي
- سامي مولخو
- سعد مصطفى سليم
- سلافا ميتريفيلي
- سليم كلاس
- سمير صبري
- سيلفيو برلسكوني
- شويكار
- صمويل تينج
- طارق السحيمات
- طارق عزيز
- عامر العقاد
- عامر شعباني
- عبد الحميد براهيمي
- عبد القدير خان
- عبد اللطيف التلباني
- عبد الله الأحمر (سوريا)
- عبد الله النيباري
- عبد الواحد العبد الجبار
- عزيز موهوب
- علي تونسي
- علي سالم
- عمر سليمان
- عمر عبد الله أحمد يوسف
- عمرو موسى
- عوض عاقل
- غسان كنفاني
- غلين موركوت
- غونتر يانسين
- غيرمان أبوختين
- غيرهارد إرتل
- فؤاد أحمد
- فاروق شوشة
- فرناندو أوليفيلا
- فريديريك ويليم دي كليرك
- فلاديمير ماسلاتشينكو
- فيليسيانو ريفيلا
- فرانك كابريو
- قاسم محمد
- كلاوس كينكل
- كنعان سوديندو بانانا
- كينيث ويلسون
- لكحل عياط
- لوسيان كوسو
- لولو ستورو
- مأمون سلامة
- محمد أحمد المشاري
- ماريو بارغاس يوسا
- مجدي نجيب
- محمد أبو سمرة
- محمد أمين المهدي
- محمد الزواوي
- محمد الشريف عباس
- محمد رجائي الطحلاوي
- محمد عابد الجابري
- محمد مفتاح الفيتورى
- محمد منلا غزيل
- محمد منلاغزيل
- محمد مهدي شمس الدين
- محمد نجيب السيد أحمد
- محمود كحيل
- مصطفى تشاكر
- مصطفى دسوكين
- مهدي عامل
- ناهوم ستيلماتش
- نجاة الصغيرة
- هارالد تسور هاوزن
- هارالد هاوبتمان
- هيديكي شيراكاوا
- هيكتور مايسون
- وناس عمر
- ويلت تشامبرلين
- ياسو فوكودا
- يوان تسي لي
- يوسف الغول
- أحمد حسن الطه - فقيه وداعية عراقي.

### يناير
- 8 يناير - إلين أندرسون، إحاثية أمريكية.

### فبراير
- 17 مايو - فاروق شوشة، شاعر وأديب وإذاعي مصري.

### مايو
- 28 مايو - بيتي شاباز زوجة مالكوم إكس.

### يونيو
- 19 يونيو - تاكيشي أونو، ممثل أداء صوتي ياباني.

### يوليو
- 1 يوليو - عبد الواحد زكي راضي، قارئ مصري.
- 16 يوليو - صبحي علي أبوكرش "أبو المنذر"، أحد أبرز القادة الفلسطينيين.

### سبتمبر
- 24 سبتمبر - جيم هانسون محرك دمى أمريكي.
- 26 سبتمبر - تاداو ناغاهاما، مخرج ومؤلف ياباني.

### أكتوبر
- 4 أكتوبر -
  - سينثيا مكلود، ثقافية سورينامية
- 25 أكتوبر -
  - أحمد مطلوب، وزير ثقافة عراقي.
  - ماساكو نوزاوا، ممثلة أداء صوتي يابانية.

### نوفمبر
- 15 نوفمبر - منى بدر، ممثلة مصرية.

### ديسمبر
- 14 ديسمبر - ثريا الشاوي، طيارة مغربية.
- 31 ديسمبر - يسطس أكينبايو أكينسانيا، ممرض وباحث من المملكة المتحدة.

## وفيات
- أحمد حلمي (صحفي)
- سنوك هرخرونيه (مستشرق)
- ألفريد ويجنير
- أليكساندر ميتشل بالمر
- إدموند ألنبي
- إفرايم كارليباخ
- إيفان بافلوف
- ابرا تشارلز بلاكوود
- ابراهام تيودور بيرج
- بريم تشند
- بلاس إنفانتي
- تشوهاتشي نينوميا
- جميل صدقي الزهاوي
- جورج الخامس ملك المملكة المتحدة
- جورج هنري ديرن
- جون ماككينا
- خالد الهاشمي بن عبد القادر الجزائري
- خزعل الكعبي
- خوان دي لا سيرفا
- روبرت هوارد
- روديارد كبلنج
- روديارد كبلينغ
- سايتو ماكوتو
- شارل نيكول
- غراتسيا ديليدا
- غورغ ميخائيل
- فؤاد الأول
- فدريكو جارسيا لوركا
- كارل بيرسون
- كريستيان سنوك هورجرونج
- كوريكيو تاكاهاشي
- كوساي أوتشيدا
- لو شون
- لويجي بيرانديلو
- محمد عبد العزيز الرفاعي
- محمد مارمادوك بكتال
- مصطفى آغا
- مكسيم غوركي
- ميجيل دي أونامونو
- ناحوم سوكولوف
- نينوميا تشوهاتشي
- هارفي بارنيل
- عبد الله العلمي

### أبريل
- 12 أبريل - كارلوس أمفينو، عالم أرجنتيني.
- 28 أبريل فؤاد الأول ملك مصر.

### يوليو
- 20 يوليو - خوسي سانخورخو، عسكري إسباني.
- 22 يوليو - أحمد عزة الأعظمي - كاتب وصحفي ومؤرخ عراقي.

### سبتمبر
- 2 سبتمبر - نعمان الأعظمي - عالِم وفقيه وداعية عراقي.
- 28 سبتمبر - حسين عبد المجيد والد صدام.

## نال جائزة نوبل
- في الفيزياء – النمساوي فيكتور هس والأمريكي كارل أندرسون.
- في الكيمياء – الهولندي بيتر ديباي.
- في الطب – مناصفة بين البريطاني هنري ديل والنمساوي أوتو لوفي.
- في الأدب – الأمريكية أوجين أونيل.
- في السلام – الإرجنتيني كارلوس سافيدرا لاماس.